# Glory Hole (film)
Glory Hole è un film del 2024 diretto da Romano Montesarchio, al suo esordio alla regia.

## Trama
Silvestro, dopo aver commesso un crimine imperdonabile, si dà alla fuga aiutato dai suoi amici dell'epoca, un prete in crisi e un gestore di un night club. La sua latitanza sarà un momento per fare i conti con i propri sensi di colpa.

## Distribuzione
Il film è stato presentato in anteprima al Shanghai International Film Festival il 9 giugno 2024, ed è stato distribuito successivamente nelle sale cinematografiche italiane a partire dal 18 luglio 2024.